# 13. sekretariát ústředního výboru Komunistické strany Číny
13. sekretariát ústředního výboru Komunistické strany Číny (čínsky v českém přepisu Čung-kuo kung-čchan-tang ti-š’-san-ťie čung-jang šu-ťi-čchu, pchin-jinem Zhōngguó Gòngchǎndǎng dìshísānjiè Zhōngyāng Shūjichù, znaky 中国共产党第十三届中央书记处) byl v letech 1987–1992 skupinou několika členů ústředního výboru Komunistické strany Číny, která byla částí širšího vedení Komunistické strany Číny.
Třináctý sekretariát byl zvolen 2. listopadu 1987 na první zasedání 13. ústředního výboru zvoleného na závěr XIII. sjezdu KS Číny. Proti předešlému volebnímu období byla početnost sekretariátu snížena (z 10 tajemníků a generálního tajemníka na pouze 4 tajemníky a jednoho kandidáta – Chu Čchi-li, který jako výkonný tajemník sekretariát řídil, Čchiao Š’ a dva nováčci, Žuej Sing-wen, Jen Ming-fu a kandidát sekretariátu Wen Ťia-pao. Snížení počtu tajemníků bylo doprovázeno omezením vlivu sekretariátu, který si v předešlých letech přisvojil rozhodovací moc částečně na úkor stálého výboru politbyra a politbyra. Po odvolání Chu Jao-panga z postu generálního tajemníka ÚV (Chu stál v čele sekretariátu) v lednu 1987 byly proto kompetence sekretariátu přesněji vymezeny a posílena kontroly politbyra nad ním. V sekretariátu tak od roku 1987 zasedali pouze představitelé stranického aparátu, vedoucí oddělení a komisí ústředního výboru strany, nikoliv už místopředsedové vlády, parlamentu ani zástupci vojenských špiček.
V červnu 1989, v souvislosti s potlačením násilných nepokojů v Pekingu byli z vedení strany odvoláni generální tajemník Čao C’-jang, který nesouhlasil s použitím síly proti demonstrantům, a jeho političtí spojenci v sekretariátu, Chu Čchi-li, Žuej Sing-wen a Jen Ming-fu. Sekretariát doplnil Li Žuej-chuan jako nový výkonný tajemník a Ting Kuan-ken, v listopadu 1989 ještě Jang Paj-ping.

## Složení sekretariátu
Jako úřad je uvedeno zaměstnání a funkce vykonávané v době členství v sekretariátu.
VSLZ a ČLPPS jsou Všečínské shromáždění lidových zástupců a Čínské lidové politické poradní shromáždění.
| Minulé období                                       | Jméno                                            | Rok narození                                     | Úřady a funkce | Úřady a funkce                                                                                                | Úřady a funkce                                                                                           | Další období                                       |
| Minulé období                                       | Jméno                                            | Rok narození                                     | civilní stranické | civilní státní a jiné                                                                                         | vojenské                                                                                                 | Další období                                       |
| Výkonný tajemník sekretariátu, od listopadu 1987    | Výkonný tajemník sekretariátu, od listopadu 1987 | Výkonný tajemník sekretariátu, od listopadu 1987 | Výkonný tajemník sekretariátu, od listopadu 1987 | Výkonný tajemník sekretariátu, od listopadu 1987                                                              | Výkonný tajemník sekretariátu, od listopadu 1987                                                         | Výkonný tajemník sekretariátu, od listopadu 1987   |
| --------------------------------------------------- | ------------------------------------------------ | ------------------------------------------------ | --- | --- | --- | -------------------------------------------------- |
| 12. politbyro, 12. sekretariát                      | Chu Čchi-li 胡啟立 odvolán v červnu 1989         | 1929                                             | člen stálého výboru politbyra | | | –                                                  |
| Ostatní tajemníci sekretariátu, od listopadu 1987   |                                                  |                                                  | | | |                                                    |
| 12. politbyro, 12. sekretariát                      | Čchiao Š’ 乔石                                   | 1924                                             | člen stálého výboru politbyra, tajemník Ústřední komise pro kontrolu disciplíny, tajemník ústřední politické a právní komise, ředitel Ústřední stranické školy (od března 1989) | | | 14. politbyro                                      |
| –                                                   | Žuej Sing-wen 芮杏文 (odvolán v červnu 1989)     | 1927                                             | člen ÚV, zástupce vedoucího ústřední vedoucí skupiny pro propagandu a ideologii                                                                                                 | | | –                                                  |
| –                                                   | Jen Ming-fu 阎明复 (odvolán v červnu 1989)       | 1931                                             | člen ÚV, vedoucí oddělení jednotné fronty ÚV | | | –                                                  |
| Kandidát sekretariátu, od listopadu 1987            |                                                  |                                                  | | | |                                                    |
| –                                                   | Wen Ťia-pao 温家宝                               | 1942                                             | člen ÚV, vedoucí Hlavní kanceláře ÚV | | | 14., 15., 16., 17. politbyro, 14., 15. sekretariát |
| Výkonný tajemník sekretariátu zvolený v červnu 1989 |                                                  |                                                  | | | |                                                    |
| –                                                   | Li Žuej-chuan 李瑞环                             | 1934                                             | člen politbyra, vedoucí ústřední vedoucí skupiny pro propagandu a ideologii | | | 14., 15. politbyro                                 |
| Tajemník sekretariátu zvolený v červnu 1989         |                                                  |                                                  | | | |                                                    |
| –                                                   | Ting Kuan-ken 丁关根                             | 1929                                             | kandidát politbyra, vedoucí oddělení jednotné fronty ÚV (od listopadu 1990) | místopředseda Státní plánovací komise (do 1990), vedoucí Úřadu pro záležitosti Tchaj-wanu (do listopadu 1990) | | 14., 15. politbyro, 14., 15. sekretariát           |
| Tajemník sekretariátu zvolený v listopadu 1989      |                                                  |                                                  | | | |                                                    |
| –                                                   | Jang Paj-pching 杨白冰                           | 1920                                             | člen ÚV | | generálplukovník, generální sekretář ústřední vojenské komise KS Číny, člen ústřední vojenské komise ČLR | 14. politbyro                                      |